# Marcos Villasana
Marcos Villasana est un boxeur mexicain né le 11 juin 1960 à San José, Guatemala.

## Carrière
Passé professionnel en 1978, il devient champion du Mexique des poids plumes en 1981 puis remporte le titre vacant de champion du monde WBC de la catégorie à sa 5e tentative le 2 juin 1990 aux dépens de Paul Hodkinson. Villasana conserve son titre à trois reprises mais perd le combat revanche organisé le 13 novembre 1991 à Belfast. Il met un terme à sa carrière en 1993 sur un bilan de 55 victoires, 8 défaites et 3 matchs nuls.